# Кутейниково (Чертковский район)
Куте́йниково — село в Чертковском районе Ростовской области.
Административный центр Кутейниковского сельского поселения.

## География
Село находится на берегу реки Камышная, на расстоянии 25 км к востоку от посёлка Чертково, административного центра района. Абсолютная высота — 124 м над уровнем моря.

## Население
| 2010 |
| ---- |
| 568  |

## Улицы
| - ул. Гагарина, - ул. Дзержинского, - ул. Кирова, - ул. Ленина, - ул. Мира, | - ул. Октябрьская, - ул. Первомайская, - пер. Речной, - ул. Советская, - пер. Степной. |

## Инфраструктура
В селе действуют отделение Сбербанка и почта.
В селе есть ДК, средняя школа, детский сад, сельскохозяйственные предприятия ООО «Кутейниково» и ТОО Надежда.

## Транспорт
На расстоянии 4,5 км к западу от села пролегает построенный в 2017 году железнодорожный обход Украины с одноимённой станцией (8 км к северо-западу от села). На расстоянии 10 км к востоку проходит федеральная автодорога М4 Дон.